# 259 Алетея
259 Алетея (259 Aletheia) — астероїд головного поясу, відкритий 28 червня 1886 року К. Г. Ф. Петерсом.
Тіссеранів параметр щодо Юпітера — 3,172.